# Beta Vukanović
Babette Bachmayer o Beta Vukanović (en cirílico serbio:Бета Вукановић, Bamberga, 18 de abril de 1872-Belgrado, 31 de octubre de 1972) fue una pintora serbia.

## Biografía
Nació en Baviera, entonces Imperio alemán, en una familia serbia y estudió en la Kunstgewerbeschule de Múnich. Su estilo fue evolucionando del impresionismo al realismo y también fue caricaturista.
Se casó con el pintor impresionista Rista Vukanović.